# Ligne 65 de Media Distancia
La ligne 65 (Séville-Cadix), est une ligne ferroviaire exploitée par les services Media Distancia Renfe, qui traverse la région espagnole d'Andalousie. Il circule sur des voies électrifiées conventionnelles de 3 000 volts en courant continu à écartement ibérique, appartenant à Adif. Il est exploité par la section Media Distancia de Renfe Operadora avec des trains de la série 449.
La durée minimale du trajet entre Cadix et Séville est de 1 h 37. C'est la ligne de Media Distancia la plus utilisée en Andalousie, avec 1,6 million de passagers par an, les stations les plus fréquentées étant, dans cet ordre, Séville-Santa Justa, Jerez de la Frontera, El Puerto de Santa María et Cadix.
La ligne s'appelait auparavant « A1 ». Certains trains continuent jusqu'à Jaén, bien qu'à partir de Séville-Santa Justa, ils fassent partie de la ligne 66 (Séville-Jaén). L'ensemble du parcours est partagé avec la ligne 76, qui continue ensuite sur la voie rapide. Auparavant, elle était exploitée avec des trains Renfe de la série 470. 